# Педру-Канариу
Педру-Канариу (порт. Pedro Canário)  —  муниципалитет в Бразилии, входит в штат Эспириту-Санту. Составная часть мезорегиона Северное побережье штата Эспириту-Санту. Входит в экономико-статистический  микрорегион Сан-Матеус. Население составляет 22 414 человека на 2006 год. Занимает площадь 434,040 км². Плотность населения — 51,6 чел./км².

## История
Город основан 23 декабря 1998 года.

## Статистика
- Валовой внутренний продукт на 2003 составляет 91.062.905,00 реалов (данные: Бразильский институт географии и статистики).
- Валовой внутренний продукт на душу населения на 2003 составляет 4.100,82 реалов (данные: Бразильский институт географии и статистики).
- Индекс развития человеческого потенциала на 2000 составляет 0,673 (данные: Программа развития ООН).